# Lutraria inhacaensis
Lutraria inhacaensis is een tweekleppigensoort uit de familie van de Mactridae. De wetenschappelijke naam van de soort is voor het eerst geldig gepubliceerd in 1965 door Boshoff.